# Амьель I де Бо
Амьель I де Бо (фр. Amiel I des Baux, лат. Amadeus de Baucio, ум. до 1336) — государственный деятель
Неаполитанского королевства,
сын Бертрана III де Бо, принца-соправителя Оранского, и Стефанетты де Бо.

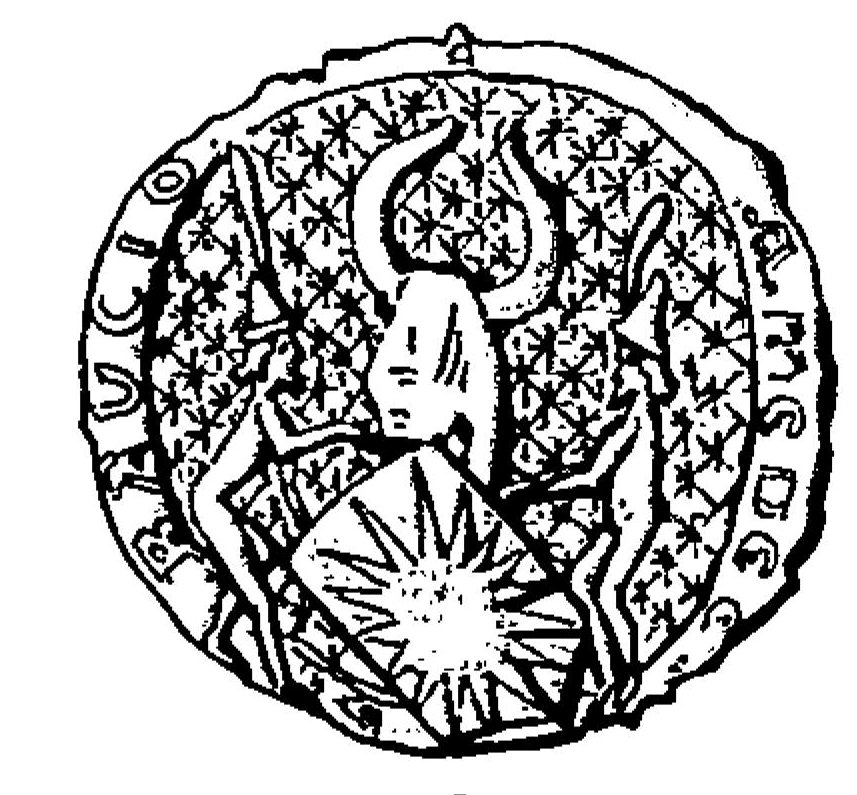
Печать Амьеля де Бо

В молодости отправился из Прованса в Неаполитанское королевство, где его родственники из трех линий дома де Бо уже занимали высокое положение. Камергер короля, он в 1308 женился на Франсуазе д’Авелла, дочери и наследнице Ринальдо д’Авеллы, Великого адмирала Сицилийского королевства. По этому случаю получил во фьеф от Карла II замки Сапонара в Базиликате и Кастриньяно де Брука, которые завещал жене. В 1316 генерал-капитан и юстициарий герцогства Калабрии. В 1325 флорентийцы назначили его на 10 лет номинальным сеньором их республики, а король Неаполя сделал его викарием во Флоренции. В 1338 король утвердил за ним и его наследниками неотменяемое владение всеми его землями в королевстве. 9 сентября 1347 Амьель был свидетелем при заключении брака Роберта Анжуйского, принца Тарентского, титулярного императора Константинополя, с Марией де Бурбон, вдовой Ги де Лузиньяна.

## Семья
Жена (1308): Франсуаза (Франческа) д’Авелла, дочь Ринальдо д’Авеллы, Великого адмирала Сицилийского королевства, и Франчески Джезуальдо
Дети:
- Бертран (ум. ок. 1336), барон д’Авелла, маршал Неаполитанского королевства с ок. 1328. Жена: Екатерина д’Ольне (д’Альнето, ум. после 1337), сеньора ди Алессано, дочь и наследница Жерара д’Альнето сеньора ди Алессано. Овдовев, Екатерина вышла в 1337 за Франческо делья Ратта, графа Казерты, и принесла ему сеньорию Алессано, которая была позднее конфискована у него королём Робертом, против которого он поднял восстание. Франческо, овдовев, женился затем на Беатрисе де Бо, дочери Гуго де Бо, графа де Солето.
- Жан Теоден (ум. после 1335). О нём почти ничего не известно; существует предположение, что он был двоюродным братом Бертрана. Согласно сведениям неаполитанского историка делла Марре, имел двух сыновей:
  - Раймондо I, называемый Раймонделло (ум. 1412), сеньор Мольфетты и Джовенаццо
  - (внебрачный) Амьель II, «бастард де Бо», сеньор ди Монтелонго.
- Жанна (ум. после 1347). Муж: Никола де Жуанвиль, граф ди Сант-Анджело
- Екатерина (ум. после 1342). Муж: 1) Вильям Скотт; 2) Маттео из рода графов Челано
- Маргарита. Муж: 1) Руджеро Сансеверино, граф ди Марсико; 2) Филиппо Стендардо